# Malowane cerkwie w regionie Trodos
Malowane kościoły w regionie Trodos – kościoły z okresu bizantyjskiego w regionie Trodos na Cyprze, charakteryzujące się wnętrzami bogato zdobionymi freskami.   
W 1985 roku 9 kościołów zostało wpisanych na listę światowego dziedzictwa UNESCO. W 2001 roku wpis rozszerzono o kościół Agia Sotira tou Soteros w miejscowości Palechori. 

## Opis
Chrześcijaństwo na Cyprze zaczęło rozwijać się od czasu przybycia św. Pawła na wyspę. Prawdopodobnie apostoł w czasie swojej pierwszej podróży misyjnej z Barnabą i Herakliuszem dotarł w góry Trodos. Wtedy w regionie powstały pierwsze świątynie chrześcijańskie. 
W regionie Trodos znajduje się duża liczba kościołów i klasztorów z okresu Cesarstwa Bizantyńskiego, które podbiło Cypr w 965 roku. Świątynie o prostych bryłach, kryte są dwuspadowym dachem. Ich wnętrza są bogato dekorowane freskami. Jedne z najważniejszych cykli malowideł to XII-wieczne freski w świątyni Panagia Phorbiotissa w Nikitari oraz w świątyni Panagia tou Arakou we wsi Lagudera stanowiące doskonały przykład sztuki monumentalnej z okresu Komnenów. Wysokiej jakości freski z XII i XIV wieku zachowały się m.in. w Panagia tou Moutoulla. Późnobizantyjskie malowidła – w stylu rozwijającym się po upadku cesarstwa – znajdują się m.in. w świątyni Archangelos Michail (1474) oraz w kościele Timios Stavros tou Agiasmati (1494).   
W 1985 roku 9 kościołów zostało wpisanych na listę światowego dziedzictwa UNESCO. W 2001 roku wpis rozszerzono o kościół Agia Sotira tou Soteros w miejscowości Palechori. W 2002 roku kościół Panagia Chrysokourdaliotissa w Spilii został wpisany na cypryjską listę informacyjną UNESCO – listę obiektów, które Cypr zamierza rozpatrzyć do zgłoszenia do wpisu na listę światowego dziedzictwa.
W regionie znajduje się wiele innych kościołów i zespołów klasztornych, w tym klasztor Kykkos, które nie zostały wpisane na listę UNESCO.

## Kościoły wpisane na listę UNESCO
Poniższa tabela przedstawia kościoły w regionie Trodos wpisane na listę Światowego Dziedzictwa UNESCO:
Nr ref. – numer referencyjny UNESCO;
Wezwanie świątyni – transliteracja nazwy greckiej;
Położenie – miejscowość; współrzędne geograficzne;
Opis – krótki opis obiektu wraz z informacjami o jego zagrożeniu.
| Nr ref.    | Wezwanie świątyni                         | Widok z zewnątrz | Wnętrze | Położenie                                                    | Opis |
| ---------- | ----------------------------------------- | ---------------- | ------- | ------------------------------------------------------------ | --- |
| 351-001    | Agios Nikolaos tis Stegis                 |                  |         | Kakopetria 34°58′38,2″N 32°53′22,4″E/34,977278 32,889556     | Kościół zbudowany w XI wieku, ok. 5 km na północ od wsi Kakopetria, jedyny zachowany budynek dawnego zespołu klasztornego. Jego wnętrze zdobią freski z okresu od XI do XVII wieku. |
| 351-002    | Agios Ioannis Lampadistis                 |                  |         | Kalopanagiotis 34°59′32,4″N 32°49′48,9″E/34,992333 32,830250 | Zespół klasztorny wybudowany w XI wieku we wsi Kalopanagiotis słynącej ze źródeł siarkowych. Obejmuje dwie cerkwie i kaplicę ozdobione freskami z okresu od XIII do XV wieku. |
| 351-003    | Panagia tis Asinou (Panagia Phorviotissa) |                  |         | Nikitari 35°02′46,8″N 32°58′24,4″E/35,046333 32,973444       | Świątynia w pobliżu miejscowości Nikitari wzniesiona na początku XII w. Jej nazwa wywodzi się od greckiego miasta Asine, założonego w XI w. p.n.e. na południe od współczesnej wioski. Świątynia została zbudowana na planie prostokąta z niszami po obu stronach; przykryta dwuspadowym dachem krytym płaskimi dachówkami. We wnętrzu zachowała się większość oryginalnych fresków. Pierwotnie była kaplicą rodową bizantyjskiego stratega Nikeforosa Magistrosa (zm. 1115). W kolejnych latach była w posiadaniu pobliskiego klasztoru w Forbii. Spośród malowideł wyróżnia się przedstawienie Chrystusa chodzącego po wodzie w otoczeniu aniołów. |
| 351-004    | Panagia tou Arakou                        |                  |         | Lagudera 34°57′55,8″N 33°00′25,6″E/34,965500 33,007111       | Świątynię wzniesiono przed 1191 rokiem na skraju wsi Lagoudera. W jej wnętrzu zachowały się freski o jaskrawych kolorach. W kopule umieszczono malowidło przedstawiające majestatyczną postać Chrystusa Pantokratora. |
| 351-005    | Panagia tou Moutoulla                     |                  |         | Mutulas 34°58′57,5″N 32°49′27,3″E/34,982639 32,824250        | Niewielka świątynia z 1280 roku. Jeden z najwcześniejszych przykładów kaplic bizantyjskich krytych drewnianym dachem. Wnętrze świątyni ozdabiają freski pochodzące z czasu budowy. |
| 351-006    | Archangelos Michail                       |                  |         | Pedulas 34°58′03,7″N 32°49′53,3″E/34,967694 32,831472        | Świątynia wzniesiona w stylu późnobizantyjskim w 1474 roku. |
| 351-007    | Timios Stavros                            |                  |         | Pelendri 34°53′34,9″N 32°57′58,8″E/34,893028 32,966333       | Świątynia z przełomu XIII i XIV wieku, z wnętrzem zdobionym freskami. |
| 351-008 \| | Panagia tis Podithou                      |                  |         | Galata 35°00′13,1″N 32°53′46,0″E/35,003639 32,896111         | Świątynia z 1502 roku, część dawnego kompleksu klasztornego. Jej wnętrza zdobią freski stanowiące połączenie stylu włoskiego i bizantyjskiego. |
| 351-008 \| | Panagia Theotokos                         |                  |         | Galata 35°00′10,7″N 32°53′49,5″E/35,002972 32,897083         | |
| 351-009    | Timios Stavros tou Agiasmati              |                  |         | Platanistasa 34°58′44,7″N 33°02′49,1″E/34,979083 33,046972   | Świątynia ok. 3 km od wsi Platanistasa, wzniesiona w XV w., której wnętrza zdobi najlepiej zachowany cykl fresków z drugiej połowy XV wieku na Cyprze. |
| 351-010    | Metamorfosis tou Sotiros (Agia Sotira)    |                  |         | Palechori 34°55′18,5″N 33°05′40,9″E/34,921806 33,094694      | Świątynia wzniesiona w XVI wieku, której wnętrza zdobią freski z okresu budowy. |